# Soleil d'automne (film, 1977)
Pour les articles homonymes, voir Soleil d'automne.
Pour plus de détails, voir Fiche technique et Distribution.
Soleil d'automne (en arménien : Աշնան արև) est un film dramatique soviétique réalisé par Bagrat Hovhannisyan et sorti en 1977. Le scénario est inspiré du roman du même nom de Hrant Matevossian.

## Synopsis
Le film raconte le destin d'une paysanne au caractère contradictoire et complexe, surmontant les difficultés de la vie, son environnement, sa relation difficile avec sa famille et ses enfants.

## Fiche technique
- Titre original : Աշնան արև
- Titre français : Soleil d'automne
- Réalisation : Bagrat Hovhannisyan
- Scénario : Hrant Matevossian, d'après son roman du même nom.
- Photographie : Gagik Avakyan, Karen Mesyan
- Montage : S. Gabrielyan
- Musique : Tigran Mansourian
- Costumes : G. Manukyan
- Pays d'origine : Union soviétique
- Langue originale : arménien
- Format : couleur
- Genre : drame
- Durée : 81 minutes
- Dates de sortie :
  - Union soviétique : 3 novembre 1977

## Distribution
- Anait Gukasyan : Aghun (comme Anahit Ghukasyan)
- Karen Dzhanibekyan : Simon
- Zh. Tovmasyan : la belle-mère
- Azat Sherents : Andranik, le frère de Simon
- H. Sargsyan :
- Nona Petrosyan : Arus
- Mayranush Grigoryan : Maya
- S. Karapetyan :
- Guzh Manukyan : Ishkhan, le père d'Aghun
- P. Yesayan :
- Anahit Aghajanyan : (comme A. Aghajanyan)
- Yevgeni Avetisyan : (comme Zhenya Avetisyan)
- Arus Aznavuryan :
- K. Garlsyan :
- B. Grigoyan :
- A. Isaaksyan :
- E. Papayan :
- M. Porkashyan :
- Leonard Sarkisov :
- K. Snkhchyan :